# Walenty Kościelski
Walenty Kościelski herbu Ogończyk (zm. przed 21 lutego 1589 roku) – podczaszy inowrocławski w latach 1554-1562, dworzanin królewski w 1564 roku.
Poseł na sejm parczewski 1564 roku z województwa brzeskokujawskiego i województwa inowrocławskiego.
Był wyznawcą kalwinizmu.